# Krogen Amerika

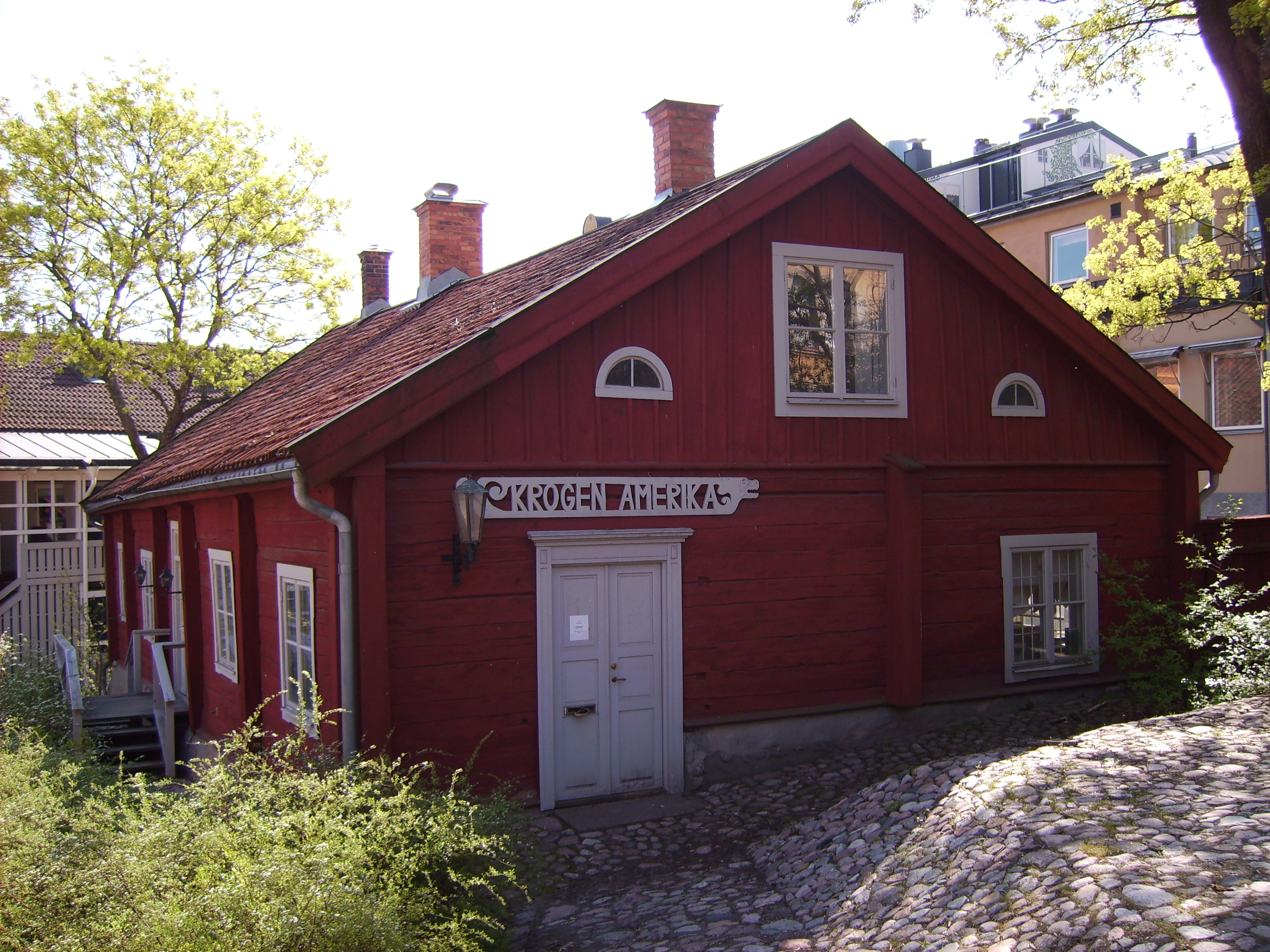
Krogen Amerika

Krogen Amerika är en rödmålad timmerbyggnad vid Läroverksgatan i centrala Linköping. Den byggdes 1704 och är en av få byggnader som fortfarande finns bevarad i stadskärnan sedan 1700-talet. Numera används byggnaden som grafikverkstad.

## Byggnadens historia
Krogen Amerika byggdes ursprungligen av lektorn vid Linköpings gymnasium Arvid Borænius 1704. Borænius tidigare gård hade förstörts i den stora stadsbranden 1700. Borænius erhöll 100 daler silvermynt av Kronan som återuppbyggnadsersättning. Den färdigställda gården var en typisk stadsgård för en välbärgad borgare. Till gården hörde även den ursprungligen medeltida stenbyggnad, kallad stenhusboden, som ligger mot Storgatan.
Mot Läroverksgatan låg salen och i övrigt fanns fem rum och kök. Taket var förmodligen brantare och spånklätt. Troligen runt sekelskiftet 1800 inreddes vinden och taket fick en flackare sluttning. Borænius blev 1714 kyrkoherde i Vreta kloster, men behöll sin stadsgård i Linköping. Hans arvingar sålde 1737 fastigheten till en annan lektor, Martin Lidén. Hans son, Johan Hinric Lidén, ägde gården till 1796. Därefter ägde ett stort antal olika personer fastigheten i början av 1800-talet, ett flertal av dem var handlare som använde stenhusboden som butik.
Under 1820-talet fanns det ett behov av smålägenheter och bostadshuset delades då upp i flera lägenheter. 1841 köpte källarmästaren Johan Petter Stillman gården och bedrev krogverksamhet. Sannolikt var det då gården fick sitt nuvarande namn. När källarmästaren avled tog hans änka över verksamheten och drev den vidare, trots att hon inte mindre än fem gånger blev dömd till fängelse för olaga brännvinsutskänkning. Ännu under början av 1900-talet drevs en krog i byggnaden.
Gården köptes av Linköpings stad 1950, med syftet att bevara stenhusboden. Planen var dock länge att riva övrig äldre bebyggelse i kvarteret Eolus. Om det blev det dock en mångårig debatt. 1981 togs till slut beslut om att istället rusta upp Krogen Amerika, vilket tog två år.

## Grafikcentrum
Från 1983 har Krogen Amerika använts till kollektiv grafikverkstad för konstnärer i Östergötland. Krogen Amerika används även som namn på den grafiska verksamheten.